# 新生命教育協會呂郭碧鳳中學
新生命教育協會呂郭碧鳳中學（英語：NLSI Lui Kwok Pat Fong College，簡稱為呂中、LKPFC，原名生命英文中學，1969年由新生命教育協會創立，是一間基督教的男女文法中學。地址為觀塘翠屏道102號。

## 校政管理
歷任校監
- 陳若敏 先生[2]
- 梁耀權 長老

歷任校長
- 彭孝廉 先生[2]
- 萬廣祥 先生
- 孫國鈞 先生
- 石祥明 先生
- 劉文輝 先生
- 陳國強 先生
- 張豐 先生（兼任金巴崙長老會耀道中學校監）

## 學校歷史
新生命教育協會呂郭碧鳳中學原名生命英文中學。該校提倡生命教育，於1969年由一眾熱心教育的基督徒所創立的「新生命教育協會」建立，為一所香港青少年提供基督教全人教育之男女文法中學。該校開辦早期環境及設施並不理想，只有學生32人，教職員4人，在香港港島般咸道借用禮賢會香港堂四個課室上課。1971年，學校遷往中環些利街香港潮人生命堂，借用課室增至十一間。1972年，政府確立此校辦學理念及教學成績，按額資助此校，升中試合格的學生獲派此校中一學位。1974年派出學生首次參加香港中學會考。後來於1979年，學校獲政府撥地及資助，得呂明才教育基金撥款，籌劃於觀塘現址興建新校舍。1982年成為資助中學。1985年，此校曾借用秀茂坪邨香港在職師訓班同學會學校上課，正式命名為「新生命教育協會呂郭碧鳳中學」。1986年遷至九龍觀塘翠屏道102號現址。2004年擴建新翼，並落成啟用。

## 學生會
歷屆內閣：
- 2010/2011 Younion（當選）/ Miracle
- 2011/2012 Innovator(當選)/ Supreme/ Cosmos
- 2012/2013 Firework（當選）/Aurora
- 2013/2014 ARK（當選）/ Motivator
- 2014/2015 Ignite（當選）/ Nova
- 2015/2016 Transformer（當選）/Infinte
- 2016/2017 XFox（當選）/ Phoenix
- 2017/2018 Dare（當選）
- 2018/2019 Alpha (當選)  / Heart
- 2019/2020 Epoch (當選)  / Symphony
- 2020/2021 Eureka (當選)
- 2021/2022 Palette (當選)
- 2022/2023 Pharos (落選)
- 2023/2024 Tetris (當選)

## 校友
- 陳山聰：無綫電視演員（1994年中五）[3]
- 譚嘉儀：無綫電視演員、歌手（2005年中五）[4][註 1]
- 呂姵霖（呂麗君）：前華人置業集團執行董事
- 郭文池：播道神學院院長、鮑會園教席副教授
- 馮建雄：香港理工大學應用物理學系助理教授
- 馬軼超，MH：觀塘區議會區議員[5]（1995年中五）
- 楊漢威（Herman Yeung）：數學科補習名師及Youtuber
- 鄺梓桓：香港中文大學中國語言及文學系講師
- 張嘉浩：著名網民，IWC思想法創立人
- 許德賢：名古屋商科大學大學院組識行為學教授
- 唐碧霞：香港堪輿學家、專欄作家、女模特兒
- 顏汶羽：現任香港立法會議員（九龍東）、觀塘區議會佐敦谷選區議員[3]
- 吉中鳴：音樂佈道家、ACM敬拜中心創辦人
- 葉芊蕙（芊蕙子）：香港YouTuber，曾任YouTube頻道啱Channel、OUR. Studio及Black Box Office（BBO）的市場及銷售職員，並曾為啱Channel主要幕前演員（2010年中五）[6]

## 爭議

### 女教師罰學生扮狗
2009年，呂中一名盧姓數學科教師由於不滿六名學生遲返課室，懲罰三名學生在全班同學面前跪地扮狗、另外三名學生充當主人，強迫扮狗的同學遞手及反肚，情況持續5至10分鐘。校方表示已經斥責該教師的做法，該教師感到悔意及承認處理不當，而相關學生已經被安排輔導。

## 外部連結
- 新生命教育協會呂郭碧鳳中學 NLSI Lui Kwok Pat Fong College （页面存档备份，存于）